# Puente de Ajuda
El puente de Ajuda (o de Ayuda) está situado sobre el río Guadiana, entre los municipios de Olivenza (España) y Elvas (Portugal). Mandado construir en 1510 por el rey portugués Manuel I, fue parcialmente destruido en 1709, durante la guerra de sucesión española, y no ha sido reconstruido.

## Historia

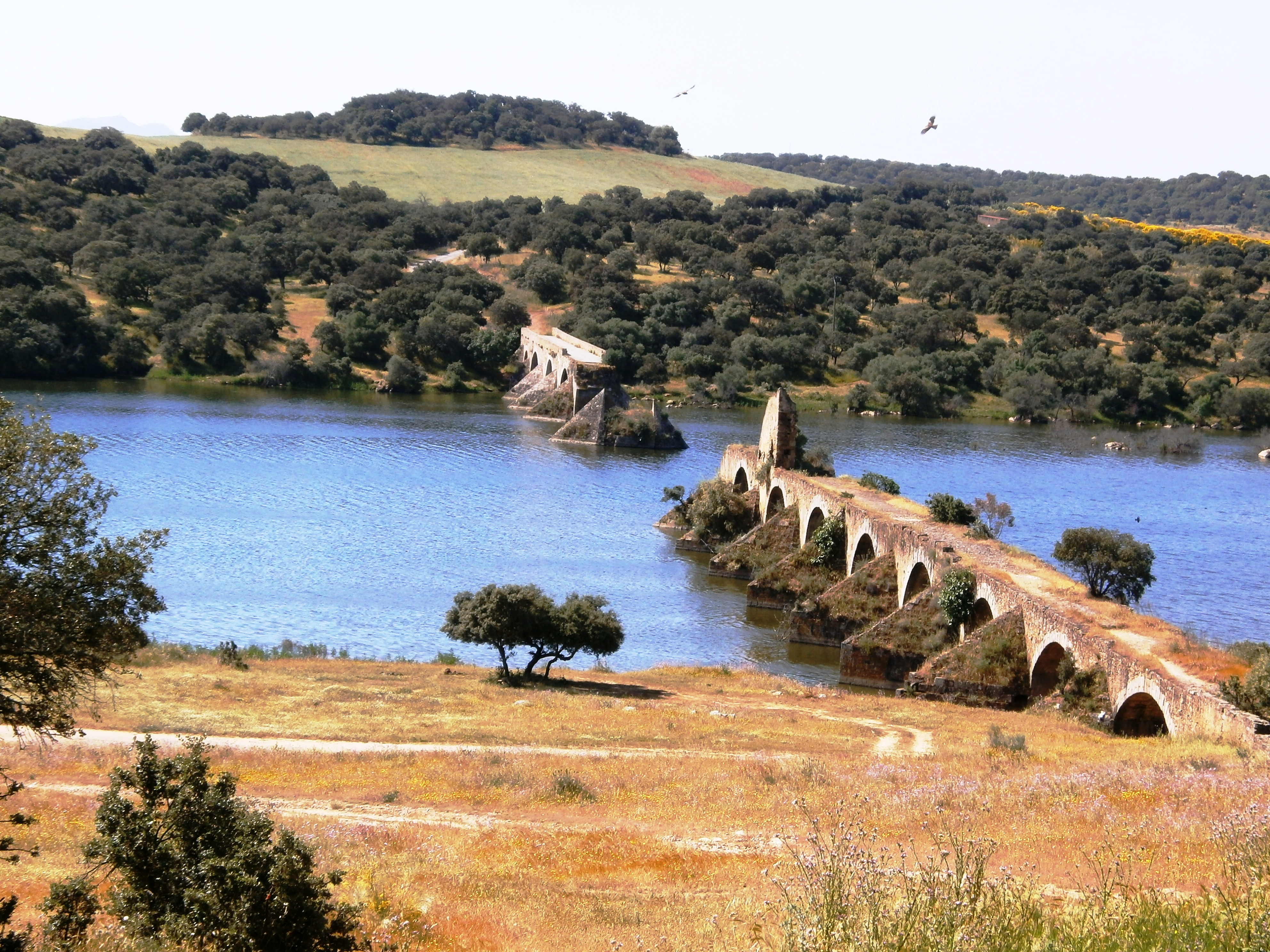
Vista del puente.

Fue mandado construir el 19 de diciembre de 1510, en el lugar llamado de la Virgen de Ajuda, por el rey portugués Manuel I con la función de asegurar el funcionamiento de las fuerzas militares portuguesas en la orilla izquierda del río Guadiana, en apoyo del castillo de Olivenza. Se atribuye su traza al maestro Martim Lourenço. El puente fue construido entre 1520 y 1521 en la parroquia de la Senhora da Ajuda, desde la orilla izquierda del Guadiana, a lo largo de un tramo de la carretera entre Elvas y Olivenza.
En 1597, a causa de fuertes inundaciones que aumentaron significativamente el caudal del río Guadiana, algunos de los arcos centrales se derrumbaron. Más tarde, en 1641, tras varios rigurosos inviernos que causaron daños al puente, éste fue reparado por orden del general João da Costa, que mandó sustituir dos de los arcos dañados por puentes levadizos. Entre 1640 y 1642, Matias de Albuquerque, gobernador del Alentejo, comenzó la refortificación de Olivenza con la construcción de una tercera o cuarta línea de muros. Fue parcialmente destruido por el ejército español durante la guerra de restauración portuguesa, en septiembre de 1646, habiendo sido reparado después del fin de la guerra. Luego fue reconstruido en el mismo siglo. 
En 1705 se construyeron reductos para reforzar el puente sobre el Guadiana, diseñados por Manuel da Maia. Más tarde, en 1709, en el contexto de la guerra de sucesión española, el ejército español hizo explotar el puente, destruyéndolo parcialmente una vez más. A partir de entonces, la conexión entre Elvas y Olivenza pasó a tener que ser realizada a través de tierras españolas. El ejército español, bajo el mando de Manuel Godoy, anexionó la ciudad de Olivenza en 1801. El puente permanece en ruinas desde esa fecha hasta hoy, no habiendo sufrido ninguna restauración.
En 1903, en Vila Viçosa, el rey Carlos I de Portugal propuso la reconstrucción del puente, aunque la sugerencia no prosperó. Diversos proyectos para una reconstrucción del puente, acordada en 1990 por Felipe González y Aníbal Cavaco Silva, han sido abandonados por parte de Portugal, por motivos de índole política relacionados con la cuestión de Olivenza: en la cumbre hispano-portuguesa de 1994, el gobierno portugués se negó a un proyecto transfronterizo de construcción de un nuevo puente sobre el río Guadiana, cerca del puente de Ajuda, evitando cualquier forma de reconocimiento tácito de un trazado de frontera sobre la línea del Guadiana y cualquier cesión del territorio de Olivenza y su correspondiente patrimonio. En 2000, se abrió un nuevo puente, a corta distancia aguas abajo del antiguo, construido y financiado por el gobierno portugués.
El 24 de enero de 1967, el gobierno portugués declaró el puente como propiedad de interés público. Esto se complementó el 13 de marzo de 2009, cuando el gobierno español declaró el puente como bien de interés cultural mediante un decreto publicado en el Boletín Oficial del Estado el 18 de octubre de ese mismo año.
El actual estado de conservación del puente lo hace impracticable. No obstante, constituye una de las piezas monumentales más importantes de la comarca de Olivenza, ubicado en un singular espacio fronterizo de gran belleza y actividad humana. En sus proximidades se cultiva el olivo, la encina, la vid y cereales, junto a la explotación ganadera. Asimismo, constituye un importante núcleo de actividad sociocultural, punto de encuentro para celebraciones de carácter internacional, sede de artistas, y escenario de manifestaciones lúdico religiosas como la anual romería de Nuestra Señora de Ajuda. 

## Descripción

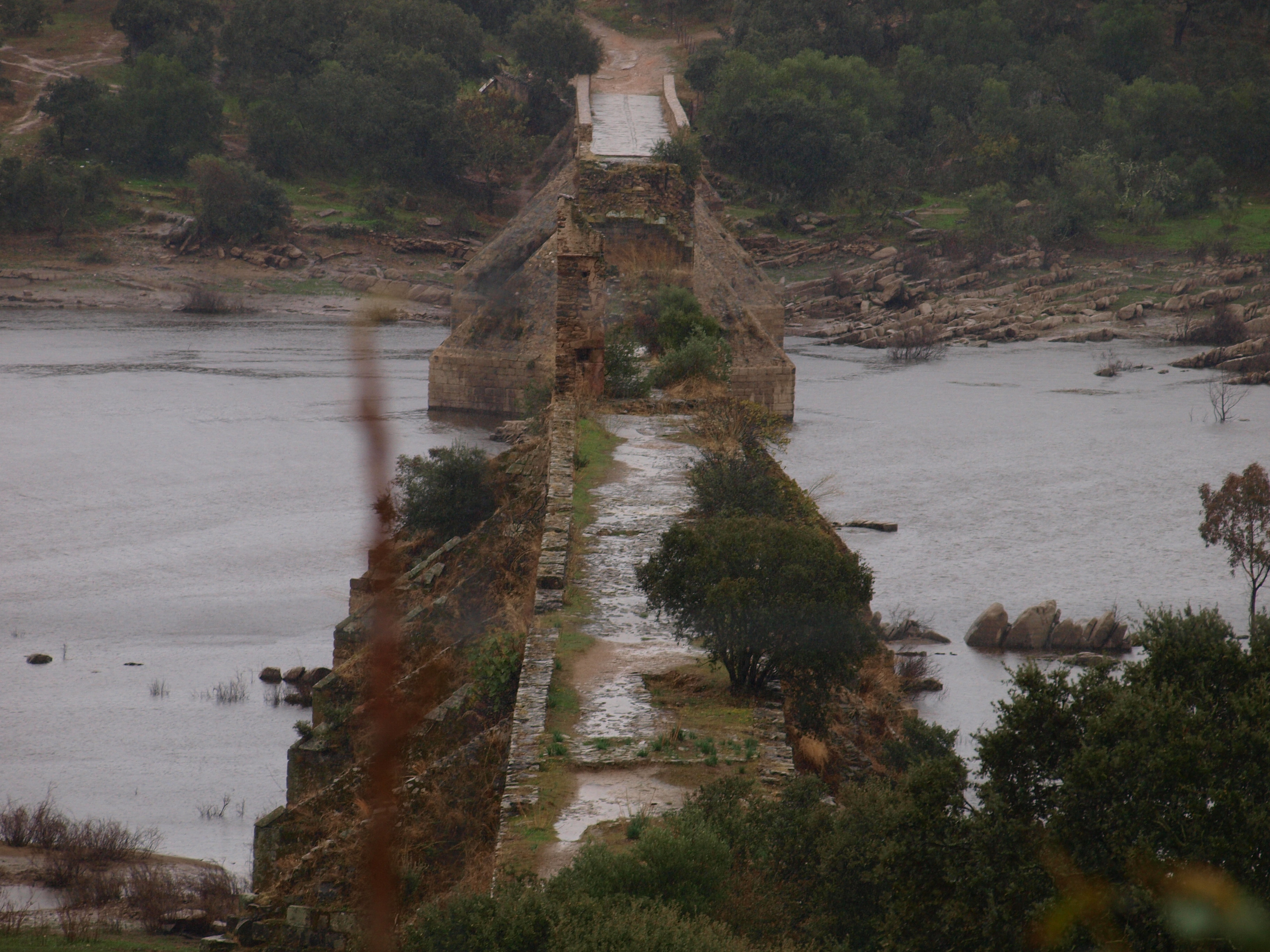
El puente sobre la orilla derecha con una vista de la torre en ruinas.

El puente está ubicado en un entorno rural, aislado y rodeado de vegetación silvestre, aproximadamente a 100 m de la Capilla de Nuestra Señora de Ajuda, a lo largo de un tramo de camino abandonado a 12 km entre Elvas y Olivenza. Aunque en ruinas, el puente se sustentaba sobre diecinueve arcos, tenía 453 m de longitud y 5 m de anchura, con una plataforma que estaba a más 16 m sobre el río.
Ocho arcos permanecen a lo largo del margen derecho y cinco a lo largo del margen izquierdo, que consisten en arcos redondeados soportados por contrafuertes. Las arquivoltas, con dos filas de duelas, están sostenidas por pilares cuadrangulares reforzados por altos contrafuertes. Estaba defendido por un sólido torreón erigido a lo largo del sexto arco de la orilla derecha, estando dicho torreón dividido internamente en tres pisos, con cuarteles dotados de ventanas. El torreón se asentó sobre grandes rocas, ahora visibles a lo largo del margen.